# Martine Visser
Martine Kristel (Martine) Visser (Smallingerland, 11 juni 1975) is een Nederlands CDA-politicus en bestuurder. Sinds 17 augustus 2015 is zij directeur-bestuurder van Centrada.

## Biografie
Zij studeerde in Groningen theologie en economie en werd in 1998 fractievoorzitter van de relatief kleine CDA-fractie in de Groninger gemeenteraad. Toen wethouder René Paas in mei 2005 voorzitter werd van het CNV werd ze zijn opvolgster als wethouder van welzijn en sport.
In april 2006 werd zij namens het CDA en de ChristenUnie wethouder in Almere met de portefeuilles Economische Zaken, Sociale Zaken en Onderwijs. Als wethouder van onderwijs heeft zij hoger onderwijs naar Almere gehaald. Vanaf 1 augustus 2010 is zij rector van de Christelijke Scholen Gemeenschap Calvijn te Rotterdam en Barendrecht. Op 17 augustus 2015 maakt zij de overstap naar woningcorporatie Centrada als directeur-bestuurder.
Martine Visser is getrouwd en heeft twee dochters.